# Coriarachne melancholica
Coriarachne melancholica là một loài nhện trong họ Thomisidae.
Loài này thuộc chi Coriarachne. Coriarachne melancholica được Eugène Simon miêu tả năm 1880.